# Moeda de um iene
A moeda de um iene (一円硬貨, Ichi-en kōka) é a menor denominação do Iene. A primeira moeda de um iene japonesa foi cunhada em 1870. O design atual foi pela primeira vez cunhado em 1955.

## Design atual
A frente da atual moeda de um iene de alumínio apresenta a figura de um "1" num círculo com o ano de emissão em kanji em baixo, enquanto que o verso da moeda contém uma árvore jovem, que pretende simbolizar o crescimento saudável do Japão.

## História

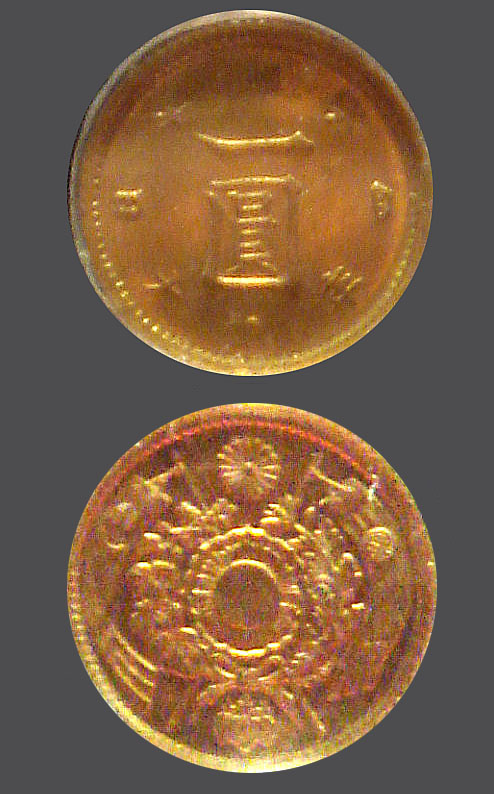
Antiga moeda de um iene (1.5 g de ouro puro), anverso e reverso.

A primeira moeda de um iene japonesa foi cunhada em 1870. O seu anverso apresenta um dragão com uma inscrição circular em redor. O reverso tem um sol radiante rodeado por uma grinalda, com um emblema de crisântemos (um dos símbolos da Casa Imperial do Japão) ladeado por padrões florais acima. Moedas de um iene maiores e de prata foram cunhadas entre 1870 e 1914, suplementadas por pequenas moedas de um iene de ouro cunhadas entre 1871 e 1880 (incluindo uma cunhagem especial de colecionador de 1892). As moedas de um iene de prata cunhadas depois do Japão ter adotado o padrão-ouro (moeda com base no ouro) em 1897 não foram emitidas para uso doméstico, mas para uso na Taiwan japonesa e no comércio exterior.
A moeda de um iene de latão foi cunhada durante 1948-50.
O design atual foi introduzido em 1954, quando a primeira moeda de um iene de alumínio foi cunhada.

## Uso não monetário

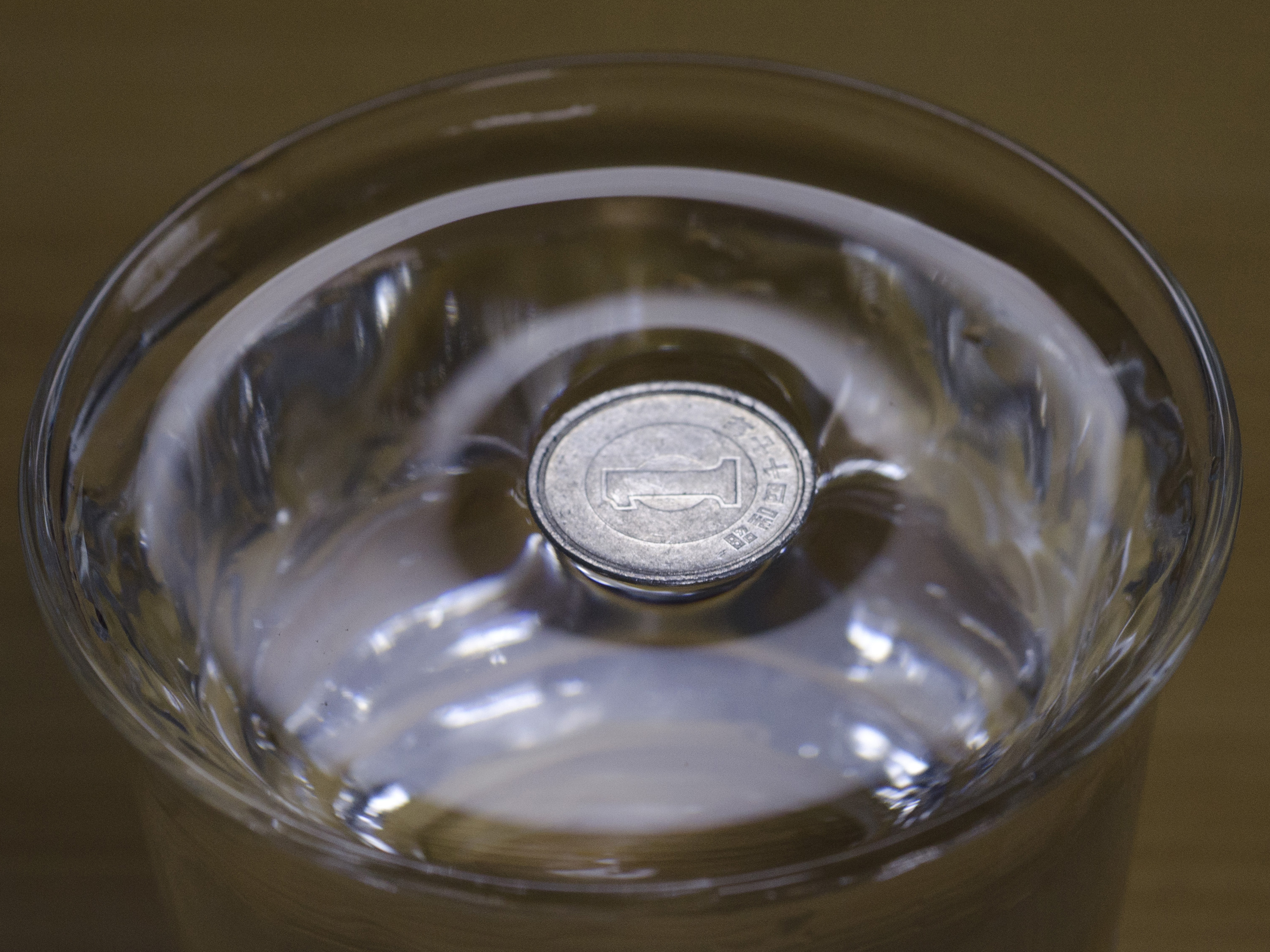
Moeda de um iene de alumínio flutuando na água.

Desde que todas as moedas de um iene pesam apenas uma grama, as mesmas são frequentemente usadas como pesos.Se colocada cuidadosamente numa superfície de água sem gás, a moeda de um iene não irá afundar e conseguirá flutuar.